# Говорливый Камень
Говорливый Камень — отвесная известняковая скала на правом берегу реки Вишера в 5 км вниз по течению от посёлка Вишерогорск. Длина скалы более 2 км, высота более 60 м. Скалы обладают удивительно звучным и отчётливым эхом, которое многократно повторяется. Этот феномен объясняется дугообразной формой каменной стены.
На скалах отмечено 13 видов растений, занесённых в Красную книгу Пермского края, среди которых дремлик болотный, любка двулистная, тимьян Талиева.